# 河合村立保小学校
河合村立保小学校 （かわいそんりつ ほしょうがっこう）は、かつて岐阜県吉城郡河合村（現・飛騨市河合町）に存在した公立小学校。

## 概要
- 吉城郡河合村の西部（保・舟原など）が校区であった。校区の多くが下小鳥ダムのダム湖に沈むこととなり、1969年、元田小学校[注釈 2]に統合され廃校。元田小学校保分校となった。
- 元田小学校保分校は1971年に廃校となり、校舎は元田小学校に、体育館は稲越小学校に移築された。跡地は下小鳥ダムのダム湖（下小鳥湖）の湖底となっている。

## 沿革
- 1874年（明治7年）6月 - 吉城郡保村に保明学校が開校。舟原村、保村、天生村の児童が通学。
- 1875年（明治8年） - 小無雁村、稲越村、大木村、芦谷村、舟原村、保村、月ヶ瀬村、天生村、中沢上村、有家村、角川村、二ツ屋村、元田村、新名村、上ヶ島村、羽根村、保木村、有家林村が合併し、河合村が発足。
- 1886年（明治19年） - 保明簡易科小学校に改称する。
- 1892年（明治25年） - 保尋常小学校に改称する。
- 1901年（明治34年） - 舟原地区[注釈 3]を清見村の池本尋常小学校[注釈 4]へ委託する。
- 1902年（明治35年） - 校舎を新築。
- 1906年（明治39年） - 天生地区[注釈 5]が保尋常小学校校区から羽根尋常小学校校区に変更される。
- 1920年（大正9年） - 大字舟原字坂ノ上に舟原分教場を設置。
- 1924年（大正13年） - 保尋常高等小学校に改称する。
- 1941年（昭和16年）4月1日 - 保国民学校に改称する。
- 1947年（昭和22年）4月1日 - 河合村立保小学校に改称する。河合中学校保分校を併設。
- 1948年（昭和23年）4月 - 河合中学校保分校が保中学校として独立。保小学校に併設される。
- 1951年（昭和26年） - 横谷分校を設置。
- 1962年（昭和37年）4月 - 河合村内の中学校の統合により保中学校が廃校。保小学校は単独校となる。
- 1965年（昭和40年）11月 - 体育館が完成。
- 1969年（昭和44年）3月 - 元田小学校に統合され廃校。元田小学校保分校となる。
- 1971年（昭和46年）
  - 3月24日 - 廃校式を行う。
  - 3月31日 - 廃校。